# Limnobdella mexicana
Limnobdella mexicana är en ringmaskart som beskrevs av Blanchard 1893. Limnobdella mexicana ingår i släktet Limnobdella och familjen käkiglar. Inga underarter finns listade i Catalogue of Life.